# Шостка (приток Тьмы)
Шостка — река в России, правый приток реки Тьмы, бассейн Волги. Протекает в Торжокском и Калининском районах Тверской области. Длина реки составляет 59 км, площадь водосборного бассейна — 336 км². В 25 км от устья впадает левый приток Корожа.

## Данные водного реестра
По данным государственного водного реестра России относится к Верхневолжскому бассейновому округу, водохозяйственный участок реки — Волга от города Зубцов до города Тверь, без реки Тверца, речной подбассейн реки — бассейны притоков (Верхней) Волги до Рыбинского водохранилища. Речной бассейн реки — (Верхняя) Волга до Куйбышевского водохранилища (без бассейна Оки).
Код объекта в государственном водном реестре — 08010100612110000001835.